# Квитков, Александр Спиридонович
Алекса́ндр Спиридо́нович Квитко́в (15 декабря 1922, село Железинка, Железинский район, Павлодарская область, Казахстан — 21 сентября 1994, Балашиха, Московская область) — командир отделения 218-го гвардейского стрелкового полка 77-й гвардейской стрелковой дивизии 61-й армии Центрального фронта, гвардии старший сержант, Герой Советского Союза.

## Биография
Родился 15 декабря 1922 года в семье рабочего. Окончил среднюю школу, работал в Кайманачихинском совхозе, затем техническим секретарём Урлютюбинского (ныне Железинского) райкома партии. С 1940 года учился в Селетинском автотехническом училище.
В Красной Армии с 1941 года. Участник Великой Отечественной войны с августа 1943 года.
В ночь на 27 сентября 1943 года старший сержант Квитков с отделением преодолел Днепр в районе села Неданчичи Репкинского района Черниговской области, захватил рубеж и удержал его, обеспечил форсирование реки подразделениями батальона. Звание Героя Советского Союза присвоено 15 января 1944 года.
Указом Президиума Верховного Совета СССР «О присвоении звания Героя Советского Союза генералам, офицерскому, сержантскому и рядовому составу Красной Армии» от 15 января 1944 года за «образцовое выполнение боевых заданий командования по форсированию реки Днепр и проявленные при этом мужество и героизм» удостоен звания Героя Советского Союза.
После войны продолжал службу в Советской Армии. Окончил 2 курса Военного института иностранных языков, Военно-политическую академию им. В. И. Ленина в 1957 году.
С 1974 года полковник Квитков — в запасе. Проживал в городе Балашиха. Работал старшим инспектором туристического бюро.
Умер 21 сентября 1994 года.

## Память
- Памятная мемориальная доска на аллее Героев в Балашихе.

• В селе Железинка Железинского района Павлодарской области Республики Казахстан в честь него названа центральная улица